# Albert Mayaud
Albert Mayaud (31 maart 1899 – 14 augustus 1987) was een Frans waterpolospeler.
Mayaud nam als waterpoloër tweemaal deel aan de Olympische Spelen: in 1920 en 1924. 
In 1920 maakte hij deel uit van het Franse team dat in de eerste ronde werd uitgeschakeld. Hij speelde mee in de enige wedstrijd van het team. Hij nam ook deel aan het onderdeel 4×200 meter vrije slag, maar werd in de eerste ronde uitgeschakeld. 
Vier jaar later maakte hij deel uit van het Franse team dat goud wist te veroveren. Hij speelde alle vier de wedstrijden en maakte drie doelpunten.
Émile-Georges Drigny · 
Henri Duvanel · 
Marcel Hussaud · 
Albert Mayaud · 
Henri Padou · 
Jean Thorailler · 
Paul Vasseur
Albert Delborgies · 
Noël Delberghe · 
Robert Desmettre · 
Paul Dujardin (G) ·
Albert Mayaud · 
Henri Padou · 
Georges Rigal
- Bibliothèque nationale de France: cb16612953s (data)
- International Standard Name Identifier: 0000 0004 5098 3586
- Virtual International Authority File: 316737849